# Auf dem Wiebusch
Auf dem Wiebusch ist eine Hofschaft in Halver im Märkischen Kreis im Regierungsbezirk Arnsberg in Nordrhein-Westfalen (Deutschland).

## Lage und Beschreibung
Auf dem Wiebusch liegt auf 340 Meter über Normalnull im südwestlichen Halver an der Stadtgrenze zu Wipperfürth. Nachbarorte sind Wiebusch-Hedfeld, Heinken-Hedfeld und die Wipperfürther Orte Erlen, Hohl, Kreuzberg, Ritterlöh  und Halkenberg. 
Der Ort ist über eine Zufahrt von der Kreisstraße K30 zwischen Kreuzberg und Anschlag zu erreichen. Nordwestlich erhebt sich mit 378,8 Meter über Normalnull der Kollenberg. Im Ort entspringt der Wiebuschbach, ein Zufluss des Wiebusch-Hedfelder Bachs, der wiederum in die Neye (I) mündet.

## Geschichte
Auf dem Wiebusch wurde erstmals 1480 urkundlich erwähnt, die Entstehungszeit der Siedlung wird aber im Zeitraum zwischen 1300 und 1400 in der Folge der zweiten mittelalterlichen Rodungsperiode vermutet. Auf dem Wiebusch ist ein Abspliss von Wiebusch-Hedfeld oder von Niederhedfeld.
An Auf dem Wiebusch verlief südlich auf der Trasse der heutigen Kreisstraße eine Altstraße von Köln über Wipperfürth, Halver, Lüdenscheid, Werdohl und Arnsberg nach Soest vorbei, ein bedeutender frühmittelalterlicher (nach anderen Ansichten bereits vorgeschichtlicher) Handels-, Pilger- und Heerweg.
1818 lebten fünf Einwohner im Ort. Laut der Ortschafts- und Entfernungs-Tabelle des Regierungs-Bezirks Arnsberg wurde der Ort als Ackergut kategorisiert und besaß 1838 eine Einwohnerzahl von zehn, davon einer katholischen und neun evangelischen Glaubens. Der Ort gehörte zu dieser Zeit der Lausberger Bauerschaft innerhalb der Bürgermeisterei Halver an und besaß ein Wohnhaus und ein landwirtschaftliches Gebäude.

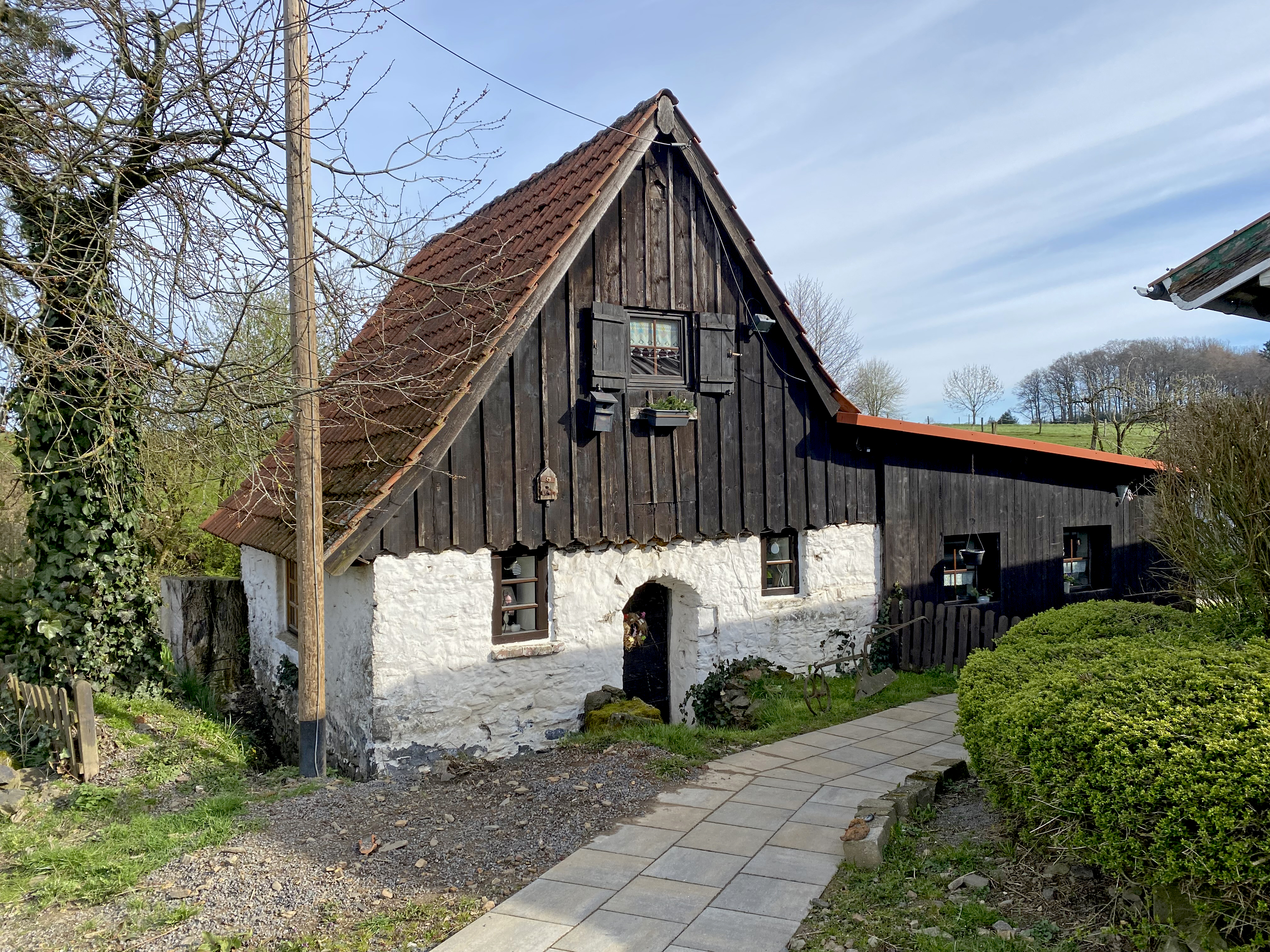
Baudenkmal Wehrspeicher und Backhaus
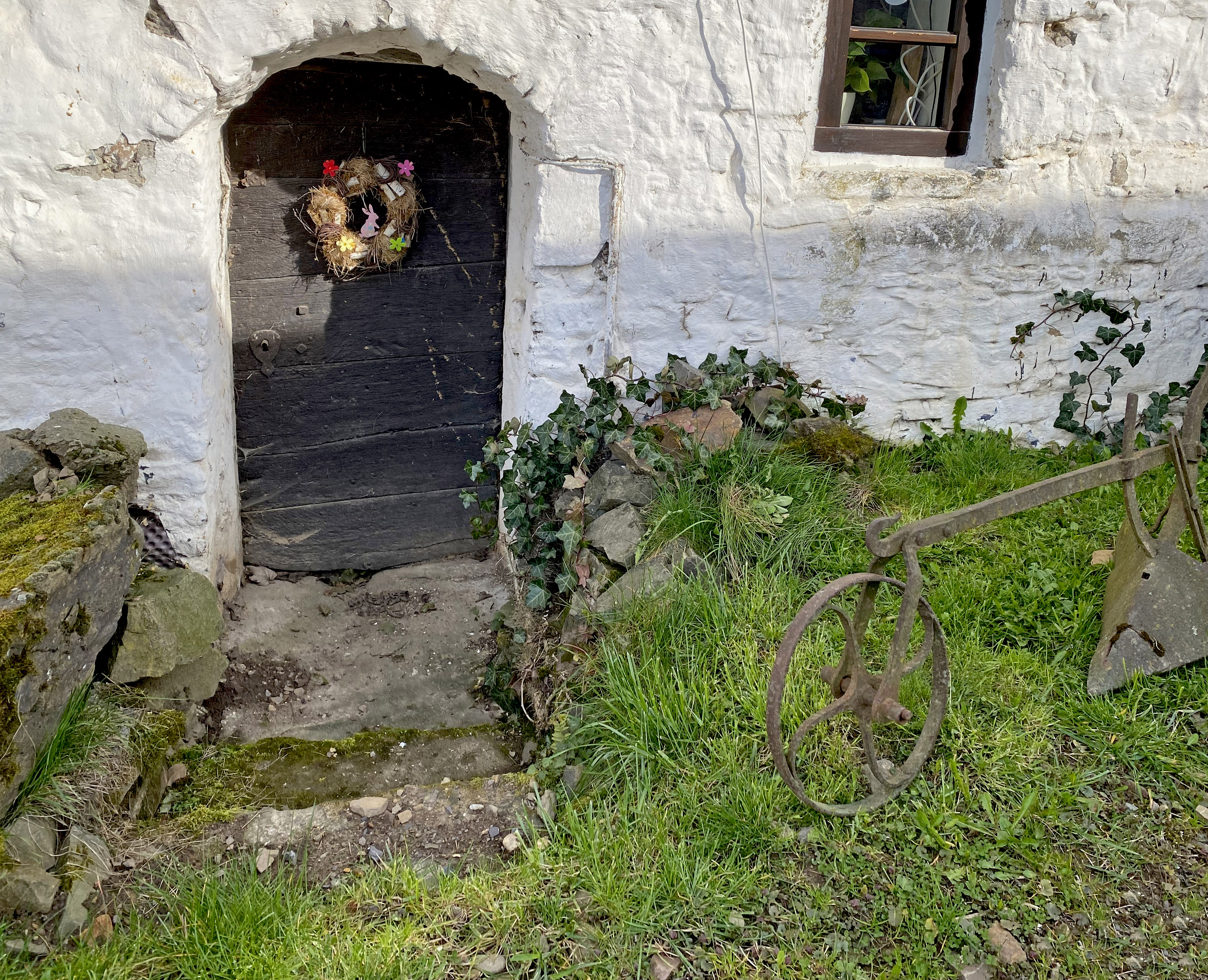
Eingang zum Wehrspeicher / Backhaus
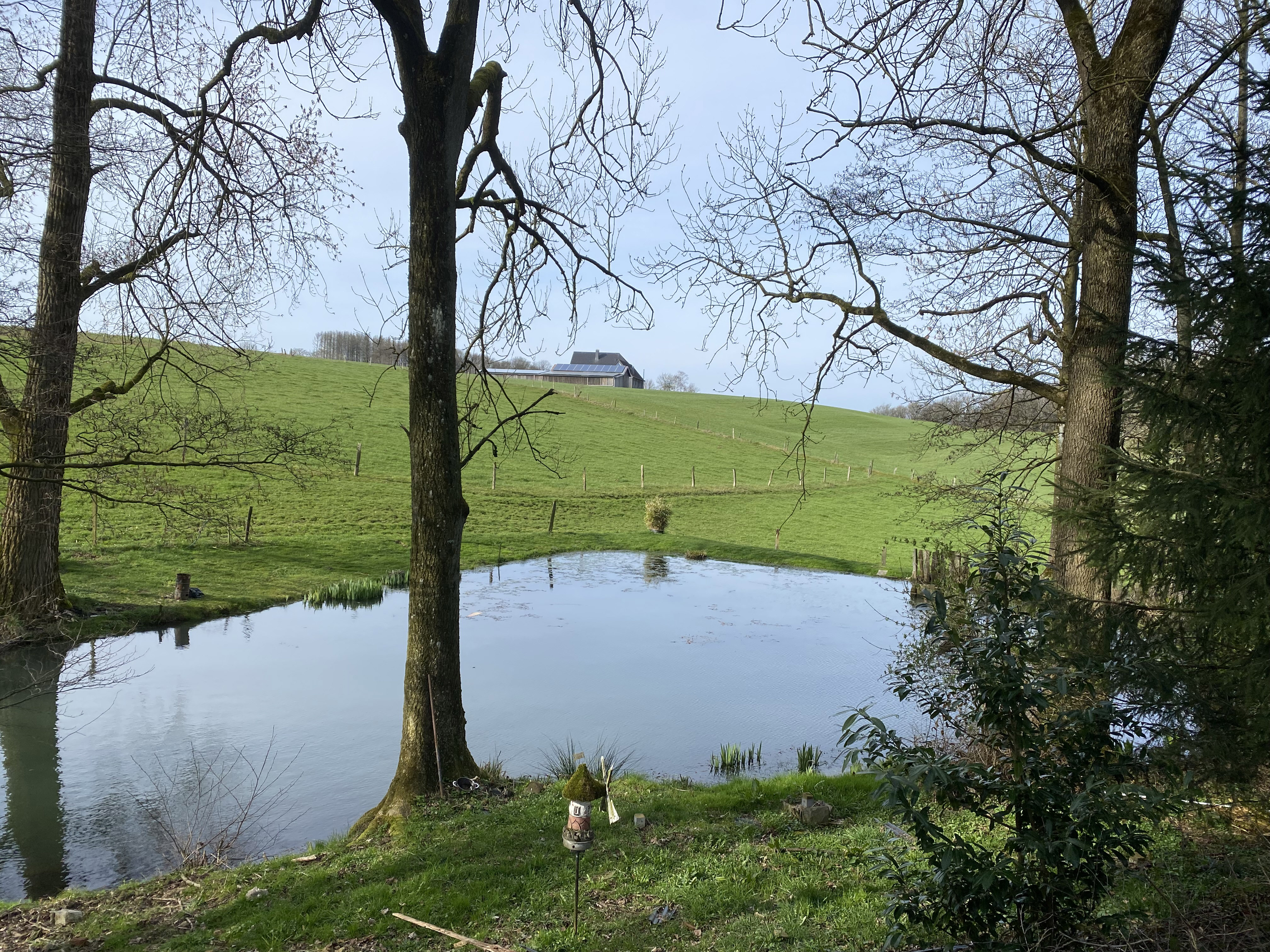
Teich in Auf dem Wiebusch